# Francesca Segat
Francesca Segat (Vittorio Veneto, 21 gennaio 1983) è un'ex nuotatrice italiana.
Specializzata inizialmente nella farfalla, nella seconda parte di carriera è diventata anche una mistista di livello internazionale.

## Carriera
Ha militato per molti anni nelle file della "Nottoli Nuoto" di Vittorio Veneto, sua prima società. Il suo primo allenatore è stato Roberto Bettin. Successivamente ha nuotato per la "Legnoflex Plavis", una squadra che raggruppava molte società della sinistra Piave. È stata allenata anche da Paolo Cacace, Giampietro de Faveri, Laura Spinadin , Claudio Rossetto e Andrea Palloni.
Si è fatta notare a livello nazionale quando ai campionati invernali del 2001 ha vinto il titolo dei 200 m farfalla stabilendo anche il primato italiano (di record in carriera ne ha fatti più di venti sia in vasca corta che lunga). L'anno dopo ha vinto sei titoli ai campionati nazionali, si è affermata come la migliore centista/duecentista italiana ed è stata convocata agli europei di Berlino dove è arrivata in finale nei 200 m delfino, quinta, e nella staffetta mista. A fine anno è stata finalista nei 100 e 200 m farfalla anche agli europei in vasca da 25 metri di Riesa.
Nel 2003 ha vinto sette titoli italiani tra cui per la prima volta quello dei 400 m misti. Il miglior risultato con la nazionale lo ha ottenuto ai mondiali di barcellona quando è arrivata quinta nella finale dei 200 m farfalla migliorando il primato italiano di quasi un secondo. Ai successivi europei in vasca corta di Dublino ha confermato il suo potenziale quando ha vinto la sua prima medaglia internazionale, l'argento nei 200 m arrivando dietro a Éva Risztov.
Il 2004 è stato un anno di minor successo, già in primavera agli europei era rimasta fuori dalle finali individuali entrando in quella della staffetta mista in cui è giunta quarta con Alessandra Cappa, Chiara Boggiatto e Federica Pellegrini: convocata in agosto per i giochi olimpici di Atene, è stata esclusa dalla finale dei 200 m ed eliminata già in batteria nei 100 m.
Agli europei in vasca corta del dicembre 2004 ha nuotato in due finali, quella dei "suoi" 200 m farfalla e quella della 4×50 m stile libero. Nell'anno 2005 è tornata a vincere, sette titoli italiani e tre medaglie di bronzo ai Giochi del Mediterraneo di Almería nei 50, 100 e 200 m delfino vinti dalle compagne di nazionale Elena Gemo, Ambra Migliori e Caterina Giacchetti. Un mese dopo ai mondiali di Montréal è stata la prima delle escluse alla finale dei 200 m ed è arrivata in semifinale anche nei 100 m farfalla.
Il 2006 è stato uno dei suoi migliori anni nello sport competitivo; La Segat ha ottenuto successi sia in Italia, vincendo titoli italiani anche nelle staffette a stile libero oltre che nella farfalla e nei misti, che all'estero con la nazionale, iniziando in aprile ai suoi primi mondiali in vasca corta in cui ha nuotato in due finali arrivando seconda nei 200 m delfino dietro solo a Jessicah Schipper, e quarta con la 4×100 m mista assieme ad Elena Gemo, Chiara Boggiatto e Cristina Chiuso. In estate ha partecipato ai campionati europei di Budapest ed è tornata sul podio nei 200 m, argento dietro ad Otylia Jędrzejczak e davanti a Caterina Giacchetti, battuta di cinque centesimi; ha nuotato qiuindi in altre due finali, i 100 m farfalla e la 4×100 m stile libero, finite al quinto e sesto posto.
A differenza dell'anno precedente, il 2007 le ha portato scarso successo, sia ai mondiali in cui si è fermata alle qualificazioni nelle gare individuali e non ha centrato una finale neanche in staffetta, che alle universiadi in cui non ha mai potuto salire sul podio. Così come il 2007, anche l'anno olimpico 2008 non è iniziato bene, con scarsi successi in campo nazionale e con la nazionale agli europei in cui è stata eliminata in batteria sia nei 100 che nei 200 m farfalla: ha però vinto la medaglia di bronzo con la 4×200 m stile libero avendola aiutata a qualificarsi in batteria. Come risultato non è stata convocata ai Giochi olimpici di Pechino.
La stagione 2008-2009 è invece iniziata in un altro modo: cinque titoli italiani a novembre ai campionati invernali, e due settimane dopo agli europei in vasca corta di Fiume ha vinto il suo primo oro a livello internazionale aggiudicandosi i 200 m misti stabilendo anche il nuovo primato europeo con 2'07"03; inoltre ha vinto due medaglie di bronzo nei 100 e 400 m misti, preceduta in quest'ultima gara da Alessia Filippi. Nel 2009 ha vinto ancora sei titoli italiani e due medaglie, una d'oro e una d'argento ai Giochi del Mediterraneo di Pescara; ai mondiali di Roma però non ha avuto successo, collezionando solo tre eliminazioni tra batterie e semifinali nei 200 m farfalla e nei misti.
Agli europei in vasca corta di Istanbul del dicembre 2009 ha nuotato nelle finali dei misti e ha vinto l'argento nei 200 m preceduta da Evelyn Verrasztó. Il 29 maggio 2010 si è sposata nella chiesa di San Daniele, nella frazione di Carpesica (comune di Vittorio Veneto - città natale) con Andrea Palloni, suo attuale allenatore. In estate ha partecipato ai campionati europei di Eindhoven dove è arrivata settima nei 200 m misti e quinta con la staffetta mista assieme a Elena Gemo, Chiara Boggiatto e Chiara Masini Luccetti. Alla fine di novembre agli europei in vaca corta di Eindhoven è andata in finale nei 100 e nei 400 m misti, mentre è stata eliminata in batteria nei 200 m misti. Pochi giorni dopo ai mondiali in vasca corta di Dubai nei 200 m misti è arrivata sesta in finale con un tempo che le avrebbe consentito di vincere la medaglia d'argento agli europei. È stata capace anche di arrivare ottava in finale nei 100 m misti e di contribuire a portare la 4×200 m in finale dove è arrivata sesta.
Il 16 dicembre 2011, in occasione dei campionati italiani invernali di nuoto 2011 di Riccione, annuncia il suo ritiro dall'attività agonistica.

## Primati italiani detenuti
Vasca da 50 m:
- 200 farfalla:  2'08"53 - 2006

Vasca da 25 m:
- 100 farfalla:    57"81 - 2008
- 200 farfalla:  2'04"92 - 2008
- 100 misti:       59"56 - 2008
- 200 misti:     2'06"21 - 2009
- 4×100 mista:   4'01"07 - 2006

## Palmarès
nota: E = primato europeo
| Giochi olimpici                | ---                     | 100 m farfalla            | 200 m farfalla            | ---          | ---                       | ---                          | ---                             | ---                             |
| 2004 Atene Grecia              | ---                     | 22ª in batteria 1'00"60   | 12ª in semifinale 2'11"18 | ---          | ---                       | ---                          | ---                             | ---                             |
| Campionati del mondo           | ---                     | 100 m farfalla            | 200 m farfalla            | ---          | 200 m misti               | 400 m misti                  | 4×200 m st. libero              | 4×100 m mista                   |
| 2003 Barcellona Spagna         | ---                     | 21ª in batteria 1'01"34   | 5ª 2'09"49                | ---          | ---                       | ---                          | ---                             | 10ª - 4'10"41 frazione: 1'01"22 |
| 2005 Montreal Canada           | ---                     | 13ª in semifinale 1'00"01 | 9ª in semifinale 2'10"63  | ---          | ---                       | ---                          | ---                             | ---                             |
| 2007 Melbourne Australia       | ---                     | 29ª in batteria 1'00"53   | 18ª in batteria 2'11"88   | ---          | ---                       | ---                          | 13ª - 8'06"64 frazione: 2'03"11 | 10ª - 4'06"64 frazione: 59"77   |
| 2009 Roma Italia               | ---                     | ---                       | 19ª in batteria 2'09"54   | ---          | 13ª in semifinale 2'12"34 | 21ª in batteria 4'43"77      | ---                             | ---                             |
| Mondiali in vasca corta        | ---                     | 100 m farfalla            | 200 m farfalla            | 100 m misti  | 200 m misti               | ---                          | 4×200 m st. libero              | 4×100 m mista                   |
| 2006 Shanghai Cina             | ---                     | ---                       | Argento 2'05"91           | ---          | 17ª in batteria 2'16"38   | ---                          | ---                             | 4ª - 4'01"07 frazione: 58"48    |
| 2010 Dubai Emirati Arabi Uniti | ---                     | ---                       | ---                       | 8ª 1'01"29   | 6ª 2'08"38                | ---                          | 6ª - 7'46"80 nuota in batteria  | ---                             |
| Campionati europei             | 50 m farfalla           | 100 m farfalla            | 200 m farfalla            | ---          | 200 m misti               | 4×100 m st. libero           | 4×200 m st. libero              | 4×100 m mista                   |
| 2002 Berlino Germania          | 12ª in semifinale 27"60 | 10ª in semifinale 1'00"37 | 5ª 2'12"38                | ---          | ---                       | ---                          | ---                             | 6ª - 4'10"38 frazione: 1'00"97  |
| 2004 Madrid Spagna             | ---                     | 22ª in batteria 1'01"75   | 11ª in semifinale 2'12"83 | ---          | ---                       | ---                          | ---                             | 4ª - 4'07"79 frazione: 1'00"46  |
| 2006 Budapest Ungheria         | ---                     | 5ª 59"23                  | Argento 2'08"96           | ---          | ---                       | 6ª - 3'42"59 frazione: 55"99 | ---                             | ---                             |
| 2008 Eindhoven Paesi Bassi     | ---                     | 31ª in batteria 1'01"73   | 21ª in batteria 2'15"50   | ---          | ---                       | ---                          | Bronzo nuota in batteria        | ---                             |
| 2010 Budapest Ungheria         | ---                     | ---                       | ---                       | ---          | 7ª 2'15"08                | ---                          | ---                             | 5ª - 4'05"53 frazione: 59"41    |
| Europei in vasca corta         | 50 m farfalla           | 100 m farfalla            | 200 m farfalla            | 100 m misti  | 200 m misti               | 400 m misti                  | 4×50 m st. libero               | 4×50 m mista                    |
| 2002 Riesa Germania            | 22ª in batteria 28"65   | 6ª 1'00"20                | 5ª 2'09"37                | ---          | ---                       | ---                          | ---                             | 10ª - 1'56"99 frazione: 25"74   |
| 2003 Dublino Irlanda           | 28ª in batteria 27"92   | 10ª in semifinale 59"60   | Argento 2'07"12           | ---          | ---                       | 11ª in batteria 4'44"25      | ---                             | ---                             |
| 2004 Vienna Austria            | ---                     | 9ª in semifinale 59"83    | 5ª 2'09"01                | ---          | ---                       | 12ª in batteria 4'49"13      | 7ª - 1'41"96 frazione: 25"74    | ---                             |
| 2005 Trieste Italia            | ---                     | 14ª in semifinale 59"76   | 5ª 2'07"92                | ---          | ---                       | ---                          | ---                             | ---                             |
| 2006 Helsinki Finlandia        | ---                     | 18ª in batteria 1'00"42   | 7ª 2'09"29                | ---          | ---                       | ---                          | 7ª - 1'41"12 frazione: 25"56    | ---                             |
| 2008 Fiume Croazia             | ---                     | ---                       | 6ª 2'07"78                | Bronzo 59"61 | Oro 2'07"03 - E           | Bronzo 4'27"12               | ---                             | ---                             |
| 2009 Istanbul Turchia          | ---                     | ---                       | ---                       | ---          | Argento 2'06"21           | 4ª 4'29"71                   | ---                             | ---                             |
| 2010 Eindhoven Paesi Bassi     | ---                     | ---                       | ---                       | 4ª 1'00"57   | 10ª in batteria 2'12"69   | 5ª 4'33"66                   | ---                             | ---                             |
| Giochi del Mediterraneo        | 50 m farfalla           | 100 m farfalla            | 200 m farfalla            | ---          | 200 m misti               | 400 m misti                  | ---                             | ---                             |
| 2005 Almeria Spagna            | Bronzo 27"95            | Bronzo 1'00"63            | Bronzo 2'11"77            | ---          | ---                       | ---                          | ---                             | ---                             |
| 2009 Pescara Italia            | ---                     | Oro 59"13                 | ---                       | ---          | 2ª in batteria 2'14"74    | Argento 4'42"27              | ---                             | ---                             |
| Universiadi                    | ---                     | 100 m farfalla            | 200 m farfalla            | ---          | 200 m misti               | ---                          | ---                             | 4×100 m mista                   |
| 2007 Bangkok Thailandia        | ---                     | 11ª 59"91                 | 6ª 2'12"10                | ---          | 19ª in batteria 2'19"52   | ---                          | ---                             | 6ª - 4'07"78 frazione: 59"75    |

### Altri risultati
Giochi mondiali militari
- 2007: Hyderabad,  India[5]

200 m farfalla: oro, 2'12"48
4×100 m stile libero: bronzo, 3'52"14
4×100 m mista: argento, 4'18"25

### Campionati italiani
47 titoli individuali e 3 in staffette, così ripartiti:
- 1 nei 200 m stile libero
- 2 nei 50 m farfalla
- 17 nei 100 m farfalla
- 14 nei 200 m farfalla
- 1 nei 100 m misti
- 9 nei 200 m misti
- 3 nei 400 m misti
- 1 nella 4×100 m stile libero
- 2 nella 4×200 m stile libero

nd = non disputata
| Anno | Edizione    | st.libero 200 m | st.libero 4×100 m | st.libero 4×200 m | dorso 200 m | farfalla 50 m | farfalla 100 m | farfalla 200 m | misti 100 m | misti 200 m | misti 400 m |
| ---- | ----------- | --------------- | ----------------- | ----------------- | ----------- | ------------- | -------------- | -------------- | ----------- | ----------- | ----------- |
| 2000 | Estivi      | -               | -                 | -                 | -           | -             | 3              | 2              | nd          | -           | -           |
| 2000 | Invernali   | -               | nd                | nd                | -           | -             | -              | 3              | -           | -           | -           |
| 2001 | Primaverili | -               | -                 | -                 | -           | 3             | -              | -              | nd          | -           | -           |
| 2001 | Estivi      | -               | -                 | -                 | -           | 3             | 3              | -              | nd          | -           | -           |
| 2001 | Invernali   | -               | nd                | nd                | -           | -             | -              | 1              | -           | -           | -           |
| 2002 | Primaverili | -               | -                 | -                 | -           | 2             | 2              | 1              | nd          | -           | -           |
| 2002 | Estivi      | -               | -                 | -                 | -           | 2             | 1              | 1              | nd          | -           | -           |
| 2002 | Invernali   | -               | nd                | nd                | -           | 1             | 1              | 1              | -           | -           | 2           |
| 2003 | Primaverili | -               | -                 | -                 | -           | -             | 1              | 1              | nd          | -           | 1           |
| 2003 | Estivi      | -               | -                 | -                 | -           | 2             | 1              | 1              | nd          | 2           | -           |
| 2003 | Invernali   | -               | nd                | nd                | -           | 3             | 1              | 1              | -           | 3           | 2           |
| 2004 | Primaverili | -               | -                 | -                 | -           | 3             | 1              | 2              | nd          | -           | 3           |
| 2004 | Estivi      | -               | -                 | -                 | -           | -             | 2              | 1              | nd          | -           | 3           |
| 2004 | Invernali   | -               | nd                | nd                | -           | 2             | 1              | 2              | -           | 2           | -           |
| 2005 | Primaverili | -               | -                 | -                 | -           | 1             | 1              | 2              | nd          | -           | -           |
| 2005 | Estivi      | -               | -                 | -                 | -           | -             | 1              | 1              | nd          | -           | -           |
| 2005 | Invernali   | -               | nd                | nd                | -           | -             | 1              | 1              | -           | 1           | -           |
| 2006 | Primaverili | -               | 2                 | 1                 | -           | -             | 1              | 1              | nd          | -           | -           |
| 2006 | Estivi      | 2               | 1                 | 1                 | -           | -             | -              | -              | nd          | 1           | -           |
| 2006 | Invernali   | -               | nd                | nd                | -           | -             | -              | -              | nd          | 1           | -           |
| 2007 | Estivi      | 3               | -                 | -                 | -           | -             | 1              | 1              | nd          | -           | -           |
| 2007 | Invernali   | 3               | nd                | nd                | -           | -             | 1              | 2              | nd          | -           | -           |
| 2008 | Primaverili | -               | -                 | -                 | -           | -             | -              | 2              | nd          | -           | -           |
| 2008 | Estivi      | -               | -                 | -                 | -           | -             | 1              | -              | nd          | -           | -           |
| 2008 | Invernali   | 1               | nd                | nd                | -           | -             | 1              | 1              | 1           | 1           | -           |
| 2009 | Primaverili | -               | -                 | -                 | -           | -             | 2              | -              | nd          | 1           | -           |
| 2009 | Estivi      | -               | -                 | -                 | -           | -             | -              | 2              | nd          | 2           | 1           |
| 2009 | Invernali   | -               | nd                | nd                | 3           | -             | 1              | 1              | -           | 1           | 1           |
| 2010 | Primaverili | -               | -                 | -                 | -           | -             | 3              | -              | nd          | 1           | -           |
| 2010 | Estivi      | -               | nd                | nd                | -           | -             | 1              | -              | -           | 1           | -           |
| 2010 | Invernali   | -               | nd                | nd                | -           | -             | 3              | -              | -           | 1           | -           |